# Zeynal Zeynalov
Zeynal Abbas Zeynalov (ur. 6 grudnia 1979 w Azerbejdżańskiej SRR) – azerski piłkarz występujący na pozycji pomocnika.